# Fontenay-sur-Vègre
Fontenay-sur-Vègre település Franciaországban, Sarthe megyében. Lakosainak száma 309 fő (2022. január 1.). Fontenay-sur-Vègre Chevillé, Tassé, Asnières-sur-Vègre, Chantenay-Villedieu és Poillé-sur-Vègre községekkel határos.

## Népesség
A település népességének változása:
| Lakosok száma | 340  | 330  | 333  | 324  | 319  | 318  | 313  | 311  | 309  |
|               | 2013 | 2015 | 2016 | 2017 | 2018 | 2019 | 2020 | 2021 | 2022 |